# Mangelia subcircularis
Mangelia subcircularis är en snäckart som beskrevs av Dall 1927. Mangelia subcircularis ingår i släktet Mangelia och familjen kägelsnäckor. Inga underarter finns listade i Catalogue of Life.